# Peccania
Peccania A. Massal. ex Arnold (suchorostek) – rodzaj grzybów z rodziny Lichinaceae. Ze względu na współżycie z glonami zaliczany jest do grupy porostów.

## Systematyka i nazewnictwo
Pozycja w klasyfikacji według Index Fungorum: Lichinaceae, Lichinales, Incertae sedis, Lichinomycetes, Pezizomycotina, Ascomycota, Fungi.
Synonimy nazwy naukowej: Corinophoros A. Massal., 
Peccaniomyces Cif. & Tomas., 
Peccaniopsis M. Choisy, 
Pleoconis Clem..
Nazwa polska według W. Fałtynowicza.

## Niektóre gatunki
- Peccania arabica (Müll. Arg.) Henssen 1990[4]
- Peccania arizonica Tuck. ex Herre 1911
- Peccania coralloides (A. Massal.) A. Massal. 1860[4] – suchorostek koralowaty

Nazwy naukowe na podstawie Index Fungorum.  Nazwy polskie według W. Fałtynowicza.